# Proto-anémonine
La proto-anémonine est une lactone de l'acide 4-hydroxy-penta-2,4-diènoïque et se rencontre dans toutes les espèces de Renonculacées. À l'état frais, elle est toxique pour l'homme et les animaux mais cette intoxication disparaît par une dimérisation consécutive à une dessiccation, en particulier dans le foin sec.

## Quantité
Toutes les Renoncules renferment à l'état frais de la protoanémonine en quantité variable : de 2.5 à 0.27 % du poids sec selon cet ordre : Ranunculus sceleratus, Ranunculus flammula, Ranunculus parviflorus, Ranunculus acris, Ranunculus bulbosus, Ranunculus repens.

## Action
Toutes les plantes de la famille des renoncules contiennent ce composé toxique en quantité variable. Il est issu de la transformation par hydrolyse et déshydratation de la ranunculine (es) (appelée aussi ranunculoside, ce composé volatil est un hétéroside de lactone) lorsque la plante est blessée, libérant ce composé chimique de défense contre les herbivores. 
La protoanémonine possède un groupement hydrophobe méthylène qui se lie au groupement sulfhydryle des protéines et du glutathion cellulaire, à l'origine d'effets allergiques et cytotoxiques. Elle provoque aussi l'alkylation de l'ADN responsable de la lésion des chromosomes, ce composé ayant une action mutagène.
Lorsqu'elle est inoculée par blessure et au contact de la peau ou d'une muqueuse apparaissent des symptômes d'intoxication locale tels que des rougeurs, démangeaisons ou boursouflures de la peau (action rubéfiante et vésicante). En cas d'ingestion massive, elle agit sur le système nerveux : elle peut provoquer des vomissements, diarrhées et étourdissements, mais également des convulsions et une paralysie totale ou partielle.
Elle est efficace contre les champignons et bactéries.
|                | ranunculine                   |
| ↓ hydrolyse    |                               |
|                | proto-anémonine               |
| ↓ dimérisation | (contact avec l'air ou l'eau) |
|                | anémonine                     |
| ↓ hydrolyse    |                               |
|                |                               |